# Communauté de communes Convergence Garonne
La Communauté de communes Convergence Garonne est une communauté de communes française, située dans le département de Gironde et la région Nouvelle-Aquitaine.
Elle est issue de la fusion en 2016 de trois communautés de communes : CC de Podensac, CC des Coteaux de Garonne et trois communes de la CC du Vallon de l'Artolie.
Le 1er janvier 2018, Cardan et Escoussans intègrent la communauté de communes en provenance respective de la communauté de communes du Créonnais et de la communauté des communes rurales de l'Entre-Deux-Mers.
À la même date, elle prend le nom définitif de Communauté de communes Convergence Garonne.

## Territoire communautaire

### Géographie physique
Située au centre du département de la Gironde, la communauté de communes Convergence Garonne regroupe 27 communes et présente une superficie de 312,4 km2.

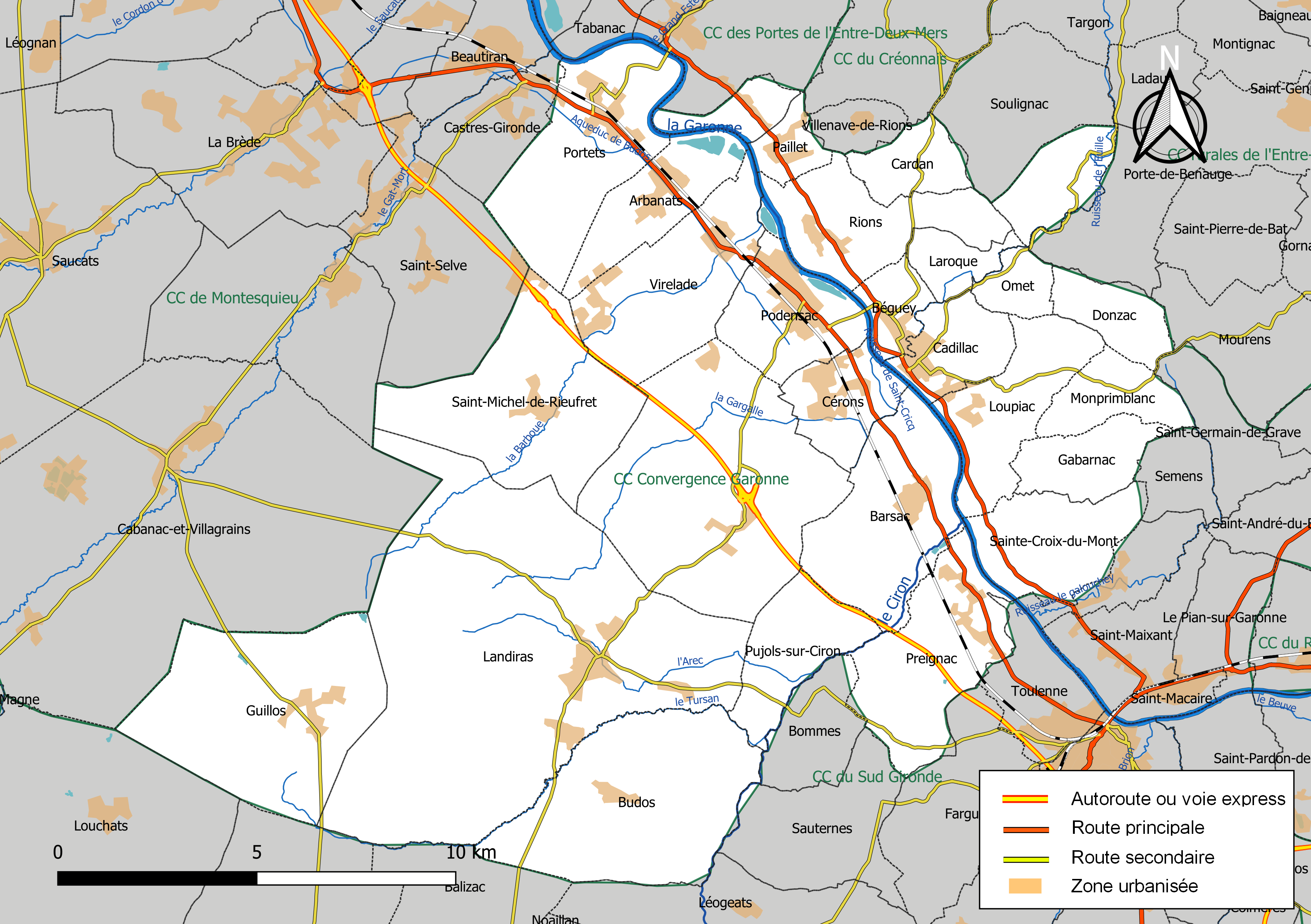
Carte de la communauté de communes Convergence Garonne au 1er janvier 2019.

### Composition

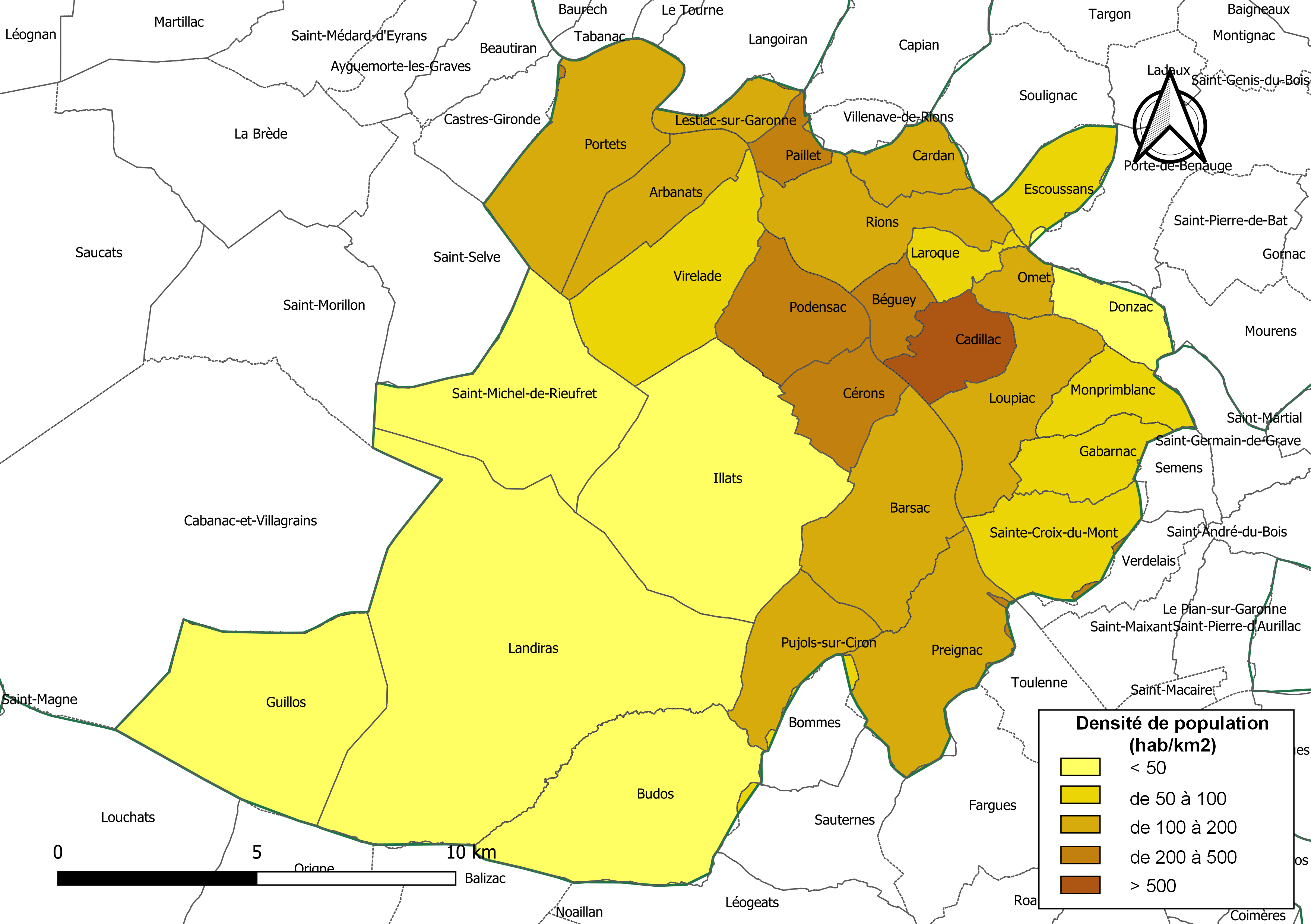
Carte des densités de population (millésimée 2016) des communes de la communauté de communes Convergence Garonne. Composition en communes au 1er janvier 2019.

La communauté de communes est composée des 27 communes suivantes :

| Nom                      | Code Insee | Gentilé         | Superficie (km2) | Population (dernière pop. légale) | Densité (hab./km2) |
| ------------------------ | ---------- | --------------- | ---------------- | --------------------------------- | ------------------ |
| Podensac (siège)         | 33327      | Podensacais     | 8,34             | 3 300 (2022)                      | 396                |
| Arbanats                 | 33007      | Arbanatais      | 7,6              | 1 355 (2022)                      | 178                |
| Barsac                   | 33030      | Barsacais       | 14,48            | 2 061 (2022)                      | 142                |
| Béguey                   | 33040      | Bégueyrais      | 3,16             | 1 257 (2022)                      | 398                |
| Budos                    | 33076      | Budossais       | 21,1             | 826 (2022)                        | 39                 |
| Cadillac-sur-Garonne     | 33081      | Cadillacais     | 5,44             | 2 727 (2022)                      | 501                |
| Cardan                   | 33098      | Cardanais       | 4,25             | 511 (2022)                        | 120                |
| Cérons                   | 33120      | Céronnais       | 7,83             | 2 131 (2022)                      | 272                |
| Donzac                   | 33152      | Donzacais       | 4,41             | 123 (2022)                        | 28                 |
| Escoussans               | 33156      | Escoussanais    | 5,11             | 276 (2022)                        | 54                 |
| Gabarnac                 | 33176      | Gabarnacais     | 5,21             | 363 (2022)                        | 70                 |
| Guillos                  | 33197      | Guillossais     | 22,67            | 454 (2022)                        | 20                 |
| Illats                   | 33205      | Illadais        | 29,24            | 1 403 (2022)                      | 48                 |
| Landiras                 | 33225      | Landiranais     | 59,75            | 2 245 (2022)                      | 38                 |
| Laroque                  | 33231      | Laroquais       | 2,97             | 288 (2022)                        | 97                 |
| Lestiac-sur-Garonne      | 33241      | Lestiacais      | 2,98             | 590 (2022)                        | 198                |
| Loupiac                  | 33253      | Loupiacois      | 9,57             | 1 087 (2022)                      | 114                |
| Monprimblanc             | 33288      | Monprimblannais | 4,97             | 278 (2022)                        | 56                 |
| Omet                     | 33308      | Omettons        | 2,62             | 289 (2022)                        | 110                |
| Paillet                  | 33311      | Pailletons      | 2,48             | 1 192 (2022)                      | 481                |
| Portets                  | 33334      | Portésiens      | 15,49            | 2 638 (2022)                      | 170                |
| Preignac                 | 33337      | Preignacais     | 13,26            | 2 140 (2022)                      | 161                |
| Pujols-sur-Ciron         | 33343      | Pujolais        | 7,53             | 924 (2022)                        | 123                |
| Rions                    | 33355      | Rionais         | 10,65            | 1 483 (2022)                      | 139                |
| Saint-Michel-de-Rieufret | 33452      | Saint-Michelois | 18,94            | 879 (2022)                        | 46                 |
| Sainte-Croix-du-Mont     | 33392      | Montécruziens   | 8,98             | 841 (2022)                        | 94                 |
| Virelade                 | 33552      | Vireladais      | 13,41            | 1 120 (2022)                      | 84                 |

## Démographie
| 1968   | 1975   | 1982   | 1990   | 1999   | 2006   | 2011   | 2016   | 2022   |
| ------ | ------ | ------ | ------ | ------ | ------ | ------ | ------ | ------ |
| 24 987 | 24 151 | 25 003 | 25 800 | 25 847 | 27 850 | 30 598 | 32 400 | 32 781 |

## Compétences

### Compétences obligatoires
- Aménagement de l'espace pour la conduite d'actions d'intérêt communautaire
- Actions de développement économique
- Gestion des milieux aquatiques et prévention des inondations
- Aménagement, entretien et gestion des aires d'accueil des gens du voyage et des terrains familiaux locatifs

### Les compétences optionnelles
- Protection et mise en valeur de l'environnement
- Politique du logement social
- Politique de la ville
- Création, aménagement et entretien de la voirie
- Construction, entretien et fonctionnement d'équipements culturels et sportifs et d'équipements de l'enseignement préélémentaire et élémentaire
- Action sociale
- Création et gestion de maisons de services au public

### Les compétences supplémentaires
- Assainissement non collectif
- Politique culturelle et patrimoniale
- Politique sportive
- Construction, aménagement, entretien et gestion des équipements communautaires à vocation culturelle, patrimoniale ou touristique
- Aménagement numérique
- Animation et concertation dans le domaine de la gestion et de la protection de la ressource en eau et des milieux aquatiques
- Éclairage public :
- Transports

## Historique
En application de la loi NoTRe, le schéma départemental de la commission départementale de coopération intercommunale (CDCI) compose des intercommunalités devant dépasser le seuil de 15 000 habitants. Le premier schéma d'octobre 2015 prévoit de regrouper les quatre communautés de communes situé de part et d'autre de la Garonne avec la communauté de communes du canton de Targon soit une structure de 50 communes et de 43 000 habitants.
La fusion provoque toujours le débat en mars 2016 notamment dans le secteur de Podensac où le conseil communautaire votent en mars 2016 contre le projet avec trois-quarts des votes ; les votes favorables des conseils municipaux viennent des trois communes de Cérons, Podensac et Landiras.

## Administration

### Conseil communautaire
Le conseil communautaire est composé de 43 délégués.
| Nombre de délégués | Communes |
| ------------------ | --- |
| 4                  | Podensac |
| 3                  | Cadillac, Cérons, Landiras, Portets, Preignac |
| 2                  | Barsac, Illats, Rions |
| 1                  | Arbanats, Béguey, Budos, Cardan, Donzac, Escoussans, Gabarnac, Guillos, Laroque, Lestiac-sur-Garonne, Loupiac, Monprimblanc, Omet, Paillet, Sainte-Croix-du-Mont, Saint-Michel-de-Rieufret, Pujols-sur-Ciron, Virelade, |

### Présidence
La communauté de communes est actuellement présidée par Jocelyn Doré. Il y a onze vice-présidences.
| Période         | Période  | Identité         | Étiquette | Qualité           |
| --------------- | -------- | ---------------- | --------- | ----------------- |
| 21 janvier 2017 | 2020     | Bernard Mateille |           | Maire de Podensac |
| 11 juillet 2020 | en cours | Jocelyn Doré     | PS        | Maire de Cadillac |